# Glaphyra starki
Glaphyra starki là một loài bọ cánh cứng trong họ Cerambycidae.